# ناو کلاس چستر
کروزر کلاس چستر (به انگلیسی: Chester-class cruiser) یک کلاس از کشتی است که طول آن ۴۲۳٫۱ فوت (۱۲۹٫۰ متر) می‌باشد.